# Hemiphyllodactylus aurantiacus
Espèce
Synonymes
- Hemidactylus aurantiacus Beddome, 1870

Statut de conservation UICN

 LC  : Préoccupation mineure
Hemiphyllodactylus aurantiacus est une espèce de geckos de la famille des Gekkonidae.

## Répartition
Cette espèce est endémique d'Inde. Elle se rencontre au Tamil Nadu, au Kerala, au Karnataka et en Andhra Pradesh.

## Description
Hemiphyllodactylus aurantiacus mesure de 27,2 à 37,9 mm, queue non comprise.

## Publication originale
- Beddome, 1870 : Descriptions of some new lizards from the Madras Presidency. The Madras monthly journal of medical science, vol. 1, p. 30-35.